# SBB Ae 8/14
| SBB Ae 8/14                          | SBB Ae 8/14               | SBB Ae 8/14                                            | SBB Ae 8/14             |                         |
| ------------------------------------ | ------------------------- | ------------------------------------------------------ | ----------------------- | ----------------------- |
| Ae 8/14 11801 im Jahr 1984 in Schwyz |                           |                                                        |                         |                         |
| Nummerierung:                        | 11801                     | 11851                                                  | 11852                   |                         |
| Anzahl:                              | 1                         | 1                                                      | 1                       |                         |
| Hersteller:                          | SLM Winterthur, BBC Baden | SLM Winterthur, MFO                                    | SLM Winterthur, MFO     |                         |
| Baujahr(e):                          | 1931                      | 1932 (Umbau 1961)                                      | 1938                    |                         |
| Ausrangierung:                       | 1975                      | 1977                                                   | 1972                    |                         |
| Achsformel:                          | (1A)A1A(A1)+(1A)A1A(A1)   | (1A)A1A(A1)+(1A)A1A(A1)                                | (1A)A1A(A1)+(1A)A1A(A1) | (1A)A1A(A1)+(1A)A1A(A1) |
| Länge über Puffer:                   | 34'000 mm                 | 34'000 mm                                              | 34'010 mm               |                         |
| Höhe:                                | 4'504 mm                  | 4'504 mm                                               |                         |                         |
| Breite:                              | 2'950 mm                  | 2'950 mm                                               |                         |                         |
| Dienstmasse:                         | 240 t                     | 246 t 244 t (Umbau 1961)                               | 235,7 t                 |                         |
| Reibungsmasse:                       | 160 t                     | 157 t 159 t (Umbau 1961)                               | 160,5 t                 |                         |
| Höchstgeschwindigkeit:               | 100 km/h                  | 100 km/h                                               | 110 km/h                |                         |
| Stundenleistung:                     | 5'514 kW bei 59 km/h      | 6'470 kW bei 62 km/h 6'066 kW bei 62 km/h (Umbau 1961) | 8'162 kW bei 75 km/h    |                         |
| Dauerleistung:                       | 5'147 kW bei 61 km/h      | 5'700 kW bei 65 km/h (Umbau 1961)                      | 7'647 kW bei 77,2 km/h  |                         |
| Anfahrzugkraft:                      | 490 kN                    | 588 kN 490 kN (Umbau 1961)                             | 490 kN                  |                         |
| Treibraddurchmesser:                 | 1'610 mm                  | 1'350 mm                                               | 1'350 mm                |                         |
| Laufraddurchmesser:                  | 950 mm                    | 950 mm                                                 | 950 mm                  |                         |
| Antrieb:                             | Buchli-Antrieb            | SLM-Universalantrieb                                   | SLM-Universalantrieb    |                         |

Die Ae 8/14 waren elektrische Lokomotiven der SBB, die vor allem am Gotthard eingesetzt wurden. Es wurden nur drei Vorserien-Lokomotiven gebaut, wovon jede anders konstruiert war.

## Vorgeschichte

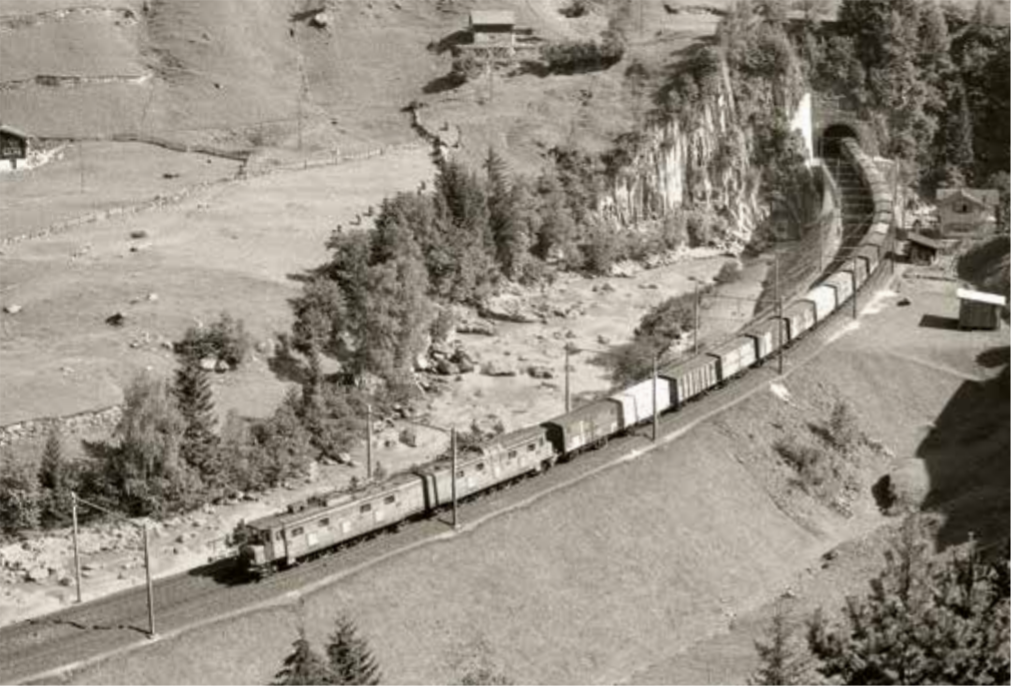
Ae 8/14 11851 mit einem Transitgüterzug beim Wattinger-Kehrtunnel bei Wassen. Der Zug, der die Schweiz im Schnellzugstempo durchquerte, bestand ausschliesslich aus FS-Spitzdachwagen.

Die Strecke der SBB über den Gotthard stellt, mit ihren Rampen von 27 Promille Steigung, insbesondere an den Güter- und schweren Reisezugbetrieb hohe Ansprüche. Die SBB waren in den 1920er Jahren dabei mit dem Problem konfrontiert, dass die Leistung und das Reibungsgewicht der Lokomotiven auf den Rampen nicht mehr genügten und so aufwändige Doppeltraktionen oder Zugteilungen durchgeführt werden mussten. Die Vielfachsteuerung, also mehrere Lokomotiven von einem Führerstand aus zu steuern, war damals noch nicht ausgereift.
Man glaubte deshalb, die Lösung mit einer Doppellokomotive von rund 250 Tonnen Gewicht und acht Triebachsen finden zu können. Diese Lokomotive würde bereits in Luzern oder Zürich vor den Zug gekuppelt, um diesen über den Gotthard und den Monte Ceneri nach Chiasso an der italienischen Grenze zu führen. Die zuvor betrieblich notwendigen Halte für das Beistellen von Vorspannmaschinen in Erstfeld und Biasca würden somit entfallen und die Reisezeit verkürzt.
Zuerst wurden die Lokomotiven 11801 und 11851 gebaut, mit dem Ziel, den bestgeeigneten Antrieb zu finden. Einige Jahre später folgte die 11852. Sie basierte auf der 11851, hatte aber eine nochmals erhöhte Antriebsleistung.

## Konstruktion
Die Ae 8/14 gab es in drei unterschiedlichen Ausführungen mit den Betriebsnummern 11801, 11851 und 11852. Alle wurden als Doppellokomotiven mit jeweils acht Trieb- und sechs Laufachsen pro Lok gebaut. Das Fahrwerk wurde für 100 km/h ausgelegt, damit die Lokomotiven auch im Reisezugverkehr eingesetzt werden konnten.
Zu Beginn waren alle Lokomotiven mit Adhäsionsvermehrern ausgerüstet – eine Einrichtung, welche es erlaubte, die Laufachsen zu entlasten und so das Reibungsgewicht der Triebachsen zu erhöhen. Diese Adhäsionsvermehrer wurden in den 1950er Jahren bei allen Lokomotiven stillgelegt.

## Ausführungen

### Ae 8/14 11801
Die 1931 gebaute Nr. 11801 besitzt pro Achse einen Buchli-Antrieb, der zusammen mit dem Motor fast baugleich zu denjenigen der SBB Ae 4/7 ist. Die Antriebe einer Lokhälfte befinden sich in Richtung des Führerstandes gesehen jeweils auf der rechten Seite. Die Doppellokomotive hatte ursprünglich eine Stundenleistung von 5'514 kW und stand bis 1975 im regulären Einsatz. Sie ist bis heute als betriebsfähiges historisches Triebfahrzeug bei SBB Historic Erstfeld erhalten geblieben. Zur Schonung der Ausrüstung wurde ihre Leistung aber auf 5'408 kW reduziert.

### Ae 8/14 11851

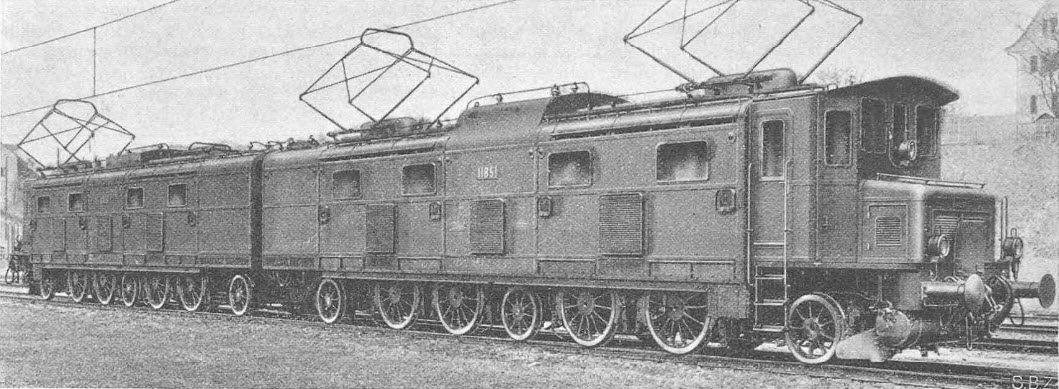
Ae 8/14 11851 bei Ablieferung

1932 wurde die Nr. 11851 gebaut. Die Lokomotive hatte zwar den gleichen Kasten wie die 11801, wies aber kleinere Triebräder mit SLM-Universalantrieben und Doppelmotoren auf. Die modernere Technik erlaubte eine leicht höhere Stundenleistung von 6'070 kW zu installieren. Anlässlich eines Umbaus im Jahr 1961 erhielt die Lokomotive Führerstände für sitzende Bedienung mit neuer Frontpartie ähnlich denen der Ae 6/6. Die Lokomotive wurde 1976 ausrangiert. Alle noch brauchbaren Bestandteile wurden in der Hauptwerkstätte Bellinzona demontiert und die Überreste in Biasca abgebrochen.

### Ae 8/14 11852

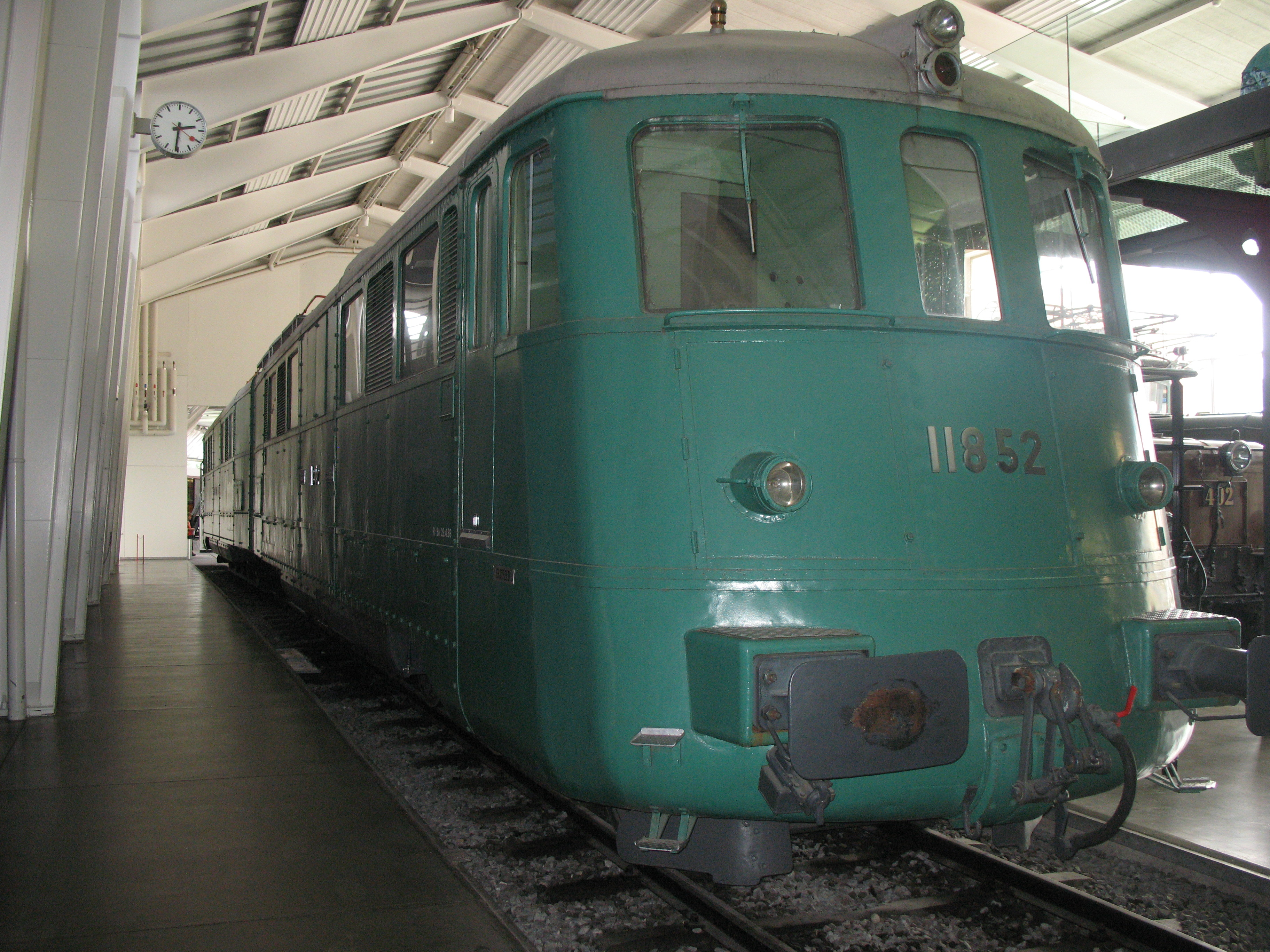
Ae 8/14 11852 im Verkehrshaus Luzern

Die Nr. 11852 war eine Weiterentwicklung der Nr. 11851. Während das Laufwerk und die Antriebe der 11851 entsprach, wurden sie mit einem neuen Leichtbaukasten in für die damaligen Zeit futuristisches Stromliniendesign ausgerüstet. Die Lokomotive stellte zugleich auch einen Leistungsbeweis der Schweizer Industrie dar, der von den SBB auf der Landesausstellung 1939 ausgestellt wurde. Von daher rührt auch der Spitzname Landi-Lok. Mit einer Stundenleistung von 8'170 kW war sie lange Zeit die «stärkste Lokomotive der Welt» und bis heute die leistungsstärkste Lokomotive bei den SBB. Im Betrieb stellte sich jedoch bald heraus, dass sich die Zugkraft der Lokomotive nicht voll ausnutzen liess, weil sonst einerseits die Zugvorrichtungen der Wagen rissen (siehe auch Zughakenlast), anderseits bei Geschwindigkeiten unter 80 km/h die Leistung begrenzt werden musste, um das Durchdrehen der Triebräder zu verhindern.
1971 erlitt die Lokomotive bei einer Fahrt durch den Gotthardtunnel einen Kabelbrand und wurde dabei so stark beschädigt, dass eine Reparatur nicht mehr in Frage kam. Die Lok wurde optisch wieder aufgearbeitet, ist aber nicht betriebsfähig. Sie gehört der Stiftung SBB Historic. Früher, als das Verkehrshaus der Schweiz mit Platzproblemen zu kämpfen hatte, war diese Ae 8/14 im Freien, neben der Eisenbahnlinie Immensee–Luzern, anzutreffen, wo sie auch schon von Unbekannten versprayt wurde. Nach vielen Jahren im Verkehrshaus wird die Lok seit Juni 2024 in der neuen Ausstellung von SBB Historic in Erstfeld präsentiert.
Sie diente seinerzeit auch als «Prototyp» für die mit Vielfachsteuerung ausgerüstet SBB Ae 4/6, die vereinfacht gesagt, eine halbe Landi-Lok ist.

### Ae 8/14 11801 & 11851
- SBB-Nachrichtenblatt Nr. 12/1931
- Die neuen Ae 8/14 Gotthard-Lokomotiven. Schweizerische Bauzeitung, Band 99 (1932), Heft 12 (E-Periodica, PDF 2,2 MB)

### Ae 8/14 11852
- Bulletin Oerlikon, Nr. 265, Januar 1947
- Roman Liechty: Das Eisenbahn-Rollmaterial an der Schweiz. Landesausstellung 1939, Abschnitt Elektrische Lokomotive Ae 8/14 der SBB
Schweizerische Bauzeitung, Band 114 (1939), Heft 3, Seite 35f. (E-Periodica)
- Roman Wülser, Thomas Brunner: Die Landilokomotive – Prestigeobjekt ohne grossen praktischen Nutzen (PDF; 469 kB) bei den Eisenbahn- und Modellbaufreunden Luzern (EMBL)